# Robbie Gould
Robbie Gould (Jersey Shore, Pensilvania, Estados Unidos, 30 de diciembre de 1981) es un jugador profesional de fútbol americano de la National Football League que es Agente Libre.

## Carrera deportiva
Robbie Gould proviene de la Universidad Estatal de Pensilvania y fue elegido en el Draft de la NFL de 2005.
Actualmente se encuentra en activo como jugador de los San Francisco 49ers.